# Ievgueni Dementiev
Pour les articles homonymes, voir Dementiev.
Ievgueni Aleksandrovitch Dementiev  (en russe : Евгений Александрович Дементьев), né le 17 janvier 1983 à khanty-Mansiisk, est un skieur de fond russe. Sa première médaille internationale date de 2003 où il remporta une médaille d'or aux Championnats du monde junior. Lors des Jeux olympiques d'hiver de Turin il gagna deux médailles une d'or et une d'argent. Il a été contrôlé positif à l'EPO lors de la mass-start de Val di Fiemme comptant pour le Tour de Ski 2009 et risque une suspension.

## Palmarès

### Jeux olympiques
| Épreuve / Édition                       | Turin 2006 |
| 10 km                                   | -          |
| 15 km classique                         | -          |
| Poursuite 15 km classique + 15 km libre | Or         |
| 50 km libre départ en ligne             | Argent     |
| Relais 4 × 10 km                        | 6e         |

### Championnats du monde
| Épreuve / Édition                       | Oberstdorf 2005 | Sapporo 2007 | Liberec 2009 |
| Sprint classique                        |                 |              |              |
| Sprint par équipes                      |                 |              |              |
| 10 km                                   |                 |              |              |
| 15 km Libre                             | 23e             | 22e          |              |
| Poursuite 15 km classique + 15 km libre | 22e             |              |              |
| 50 km Libre départ en ligne             |                 |              | 22e          |
| Relais 4 × 10 km                        | Bronze          | Argent       | 11e          |

### Coupe du monde
- 1 victoire au 30 km mass-start de Falun en 2005 et au total 9 podiums dont 5 individuels dans des épreuves de la Coupe du monde.
- 9e du classement de la Coupe du monde en 2004-2005.